# Peter Voß

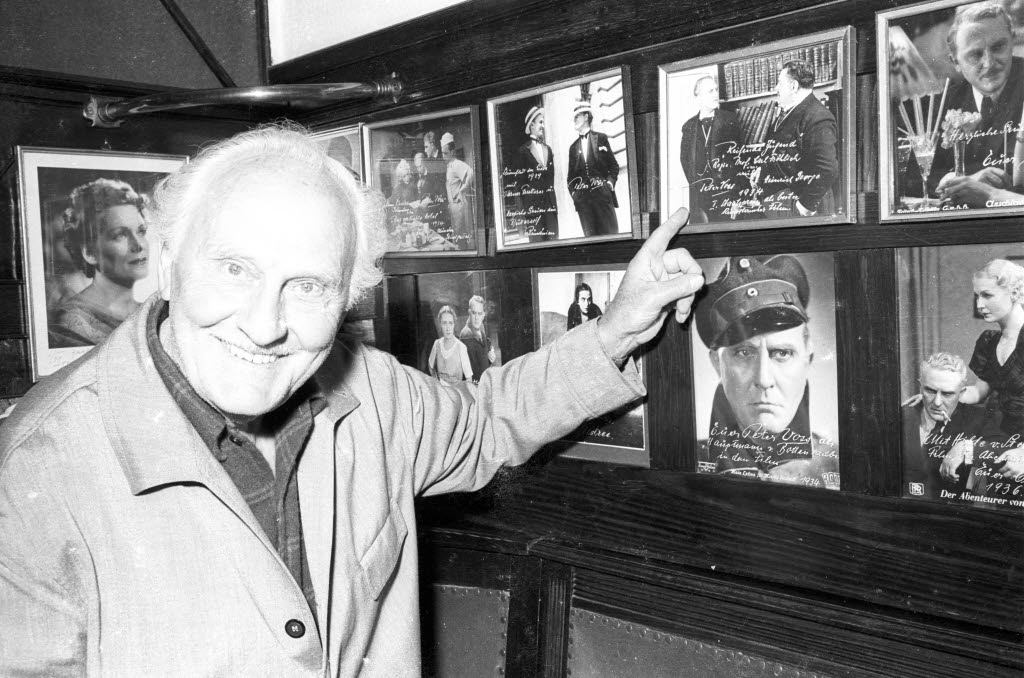

Peter Voß (1891 – 1979) foi um ator de cinema alemão, que atuou em filmes mudos entre 1925 e 1959.

## Filmografia selecionada
- Struggle for the Matterhorn (1928)
- Katharina Knie (1929)
- The Ring of the Empress (1930)
- The Heath Is Green (1932)
- Death Over Shanghai (1932)
- Mother and Child (1934)
- Hundred Days (1935)
- The Hound of the Baskervilles (1937)
- Alarm in Peking (1937)
- Sergeant Berry (1938)
- Water for Canitoga (1939)
- When the Evening Bells Ring (1951)